# Anselm Guasch i Robusté
Anselm Guasch i Robusté (Valls, 20 d'octubre de 1866 - Tarragona, 7 de febrer de 1932) fou un empresari i polític català, president de la Diputació de Tarragona en el primer quart del segle xx. Era germà de Robert Guasch i Robusté.
Pertanyia a una família de comerciants de vi que s'establiren a Tarragona quan ell era jovenet. En 1898 aconseguí una concessió a 20 anys per explotar una xarxa telefònica a Reus, una a Tarragona i una de 15 anys a Algesires. De 1900 a 1903 fou propietari del Teatre Principal de Tarragona. Alhora, es va dedicar a la política com a diputat de la Diputació de Tarragona des de 1897 fins a la seva mort, formant part de les comissions de governació i foment de la Mancomunitat de Catalunya. Gràcies als seus contactes i clients va mantenir una important xarxa clientelar que sovint barrejava política i negocis. Fins 1904 fou militant del Partit Conservador, però aleshores es va passar al sector dinàstic Partit Liberal Fusionista, amb el que fou president de la Diputació de Tarragona de 1907 a 1911. En 1914 es va passar al sector autonomista del Partit Liberal de la mà de Salvador de Samà i Torrents, i fou novament president de la Diputació de 1921 a 1923 i de maig a desembre de 1930.
Nomenat representant de la Sociedad Española de Construcciones Eléctricas (SECE), fundada el 1912, va demanar el dret de pas per a instal·lar línies elèctriques a la Vilella Alta, Cabassers, Figuerola del Camp (1929), l'Ametlla de Mar, el Perelló i l'Ampolla (1931). Els darrers anys de la seva vida va formar part del sector de Santiago Alba Bonifaz i el 1931 es va integrar en el Partit Republicà Radical d'Alejandro Lerroux. Quan es va produir la proclamació de la Segona República Espanyola el 14 d'abril de 1931 va perdre el seu càrrec a la diputació, tot i que a les eleccions generals espanyoles de 1931 va donar suport Marcel·lí Domingo i Sanjuan. Va morir poc menys d'un any després a Tarragona d'un atac de cor.